# Parti écologiste
Le Parti écologiste (PE ou PÉ) est un parti politique français écologiste de centre gauche créé le 2 septembre 2015 par une scission de l'aile libérale d'Europe Écologie Les Verts, menée par François de Rugy et Jean-Vincent Placé.
En 2016, trois de ses membres (Jean-Vincent Placé, Barbara Pompili et Emmanuelle Cosse) participent au gouvernement Valls II. En 2017, lors de la XVe législature, ses deux députés siègent au sein du groupe parlementaire La République en marche et François de Rugy est élu président de l'Assemblée nationale avec le soutien de ce groupe.

## Histoire

### Formation du parti
Après la victoire de François Hollande à l'élection présidentielle de 2012, Europe Écologie Les Verts (EÉLV) accepte d'entrer au gouvernement. En désaccord avec la ligne politique du président de la République, les deux ministres écologistes, Cécile Duflot et Pascal Canfin, quittent le gouvernement en mars 2014 et le parti entame un rapprochement avec le Front de gauche notamment par des alliances locales lors des élections départementales de 2015. Cette stratégie crée des tensions au sein d'EÉLV puisque certains de ses dirigeants plaident pour un retour au gouvernement afin de peser à l'intérieur du dispositif.
Ces frictions entre l'aile gauche (plutôt antilibérale) et l'aile droite (plutôt libérale) du parti aboutissent au départ de l'aile droite, menée par François de Rugy et Jean-Vincent Placé, respectivement co-président du groupe écologiste à l'Assemblée et président du groupe écologiste au Sénat, fin août 2015. Ils accusent leur parti de « dérive gauchiste » et créent alors leur parti, nommé Écologistes !. 

### Alliances
Ils s'allient ensuite en septembre avec le Front démocrate (FD) et Génération écologie (GÉ), pour créer un nouveau parti de centre gauche, l'Union des démocrates et des écologistes (UDE). Une convention du nouveau parti se tient en octobre 2015,. GÉ prend ensuite ses distances avec l'UDE le 3 octobre suivant.
À l'occasion du remaniement gouvernemental de février 2016, deux des membres du parti, Jean-Vincent Placé et Barbara Pompili, sont nommés dans le gouvernement Valls II, aux postes de secrétaire d'État chargé de la Réforme de l'État et de la Simplification et de secrétaire d’État chargée de la Biodiversité, respectivement.
En juillet 2016 le parti change de nom et devient le Parti écologiste (abrégé en PE ou PÉ). Le 9 juillet 2016 le président du parti annonce qu'il « ne se considère plus comme une composante de l'UDE », préférant travailler directement dans le cadre de la « Belle Alliance populaire » lancée par le Parti socialiste,.  Emmanuelle Cosse, ministre du Logement et de l'Habitat durable depuis février 2016, annonce le 10 juillet qu'elle rejoint le parti et soutient son président, François de Rugy, pour la primaire du PS et de ses alliés pour l'élection présidentielle de 2017.
À l'issue du premier tour de cette primaire en janvier 2017, François de Rugy arrive en 4e position avec 3,9 % des voix. Après la victoire de Benoît Hamon, il bafoue son engagement public de soutenir le vainqueur de la primaire, quel qu'il soit, et annonce soutenir Emmanuel Macron pour le premier tour de l'élection présidentielle,. Après la victoire de ce dernier, François de Rugy et Barbara Pompili reçoivent l'investiture de La République en marche pour les élections législatives de 2017, et sont réélus députés. Véronique Massonneau et Christophe Cavard qui avaient choisi l'investiture du Parti socialiste,, sont éliminés dès le premier tour.

### Années 2020
Depuis 2017, le parti semble avoir été mis en veille. Il publie ses comptes relatifs à l'année 2019 sous la dénomination « Écologistes ! ».
Barbara Pompili, alors ministre de la Transition écologique, crée de son côté, en 2020, un nouveau parti, En commun !, associé à l'Assemblée nationale à la majorité présidentielle.
Le logo du parti apparaît lors des élections régionales de 2021 sur les professions de foi papier des candidats présentés sous l'étiquette « Majorité présidentielle ».

## Positionnement politique
Le Parti écologiste se positionne comme un parti de centre gauche, réformiste et écologiste, favorable à un partenariat avec le Parti socialiste. Il ambitionne de regrouper les déçus de la ligne politique d'EÉLV ainsi que des personnalités du MoDem. Ce mouvement s'appuie, par ailleurs, sur un réseau d'élus locaux : des élus régionaux, en premier lieu, mais aussi des élus municipaux (adjoints, conseillers municipaux).

## Représentation

### Membres de gouvernement
Gouvernement Valls II et Cazeneuve :
- Emmanuelle Cosse, ministre du Logement (2016-2017)
- Jean-Vincent Placé, secrétaire d’État chargé de la Simplification et de la Réforme de l’État (2016-2017)
- Barbara Pompili, secrétaire d'État chargée de la Biodiversité (2016-2017)

Gouvernement Philippe II :
- François de Rugy, ministre de la Transition écologique et solidaire (2018-2019)

Gouvernement Castex :
- Barbara Pompili, ministre de la Transition écologique (2020-2022)

Crée en 2020 le nouveau parti En commun ! issu de la branche écologiste des macronistes

### Anciens sénateurs
- Aline Archimbaud, sénatrice de Seine-Saint-Denis[20] (2011-2017)
- Jean-Vincent Placé, sénateur de l'Essonne (2011-2017)

### Ancien maire
- Stéphane Gatignon, maire de Sevran[21] (2001 à 2018)

### Conseillers régionaux
Lors de la création du parti, 28 conseillers régionaux rejoignent Écologistes !, notamment 16 en Île-de-France, qui créent un groupe autonome. Parmi eux, on retrouve Jean-Vincent Placé, Jean-Marc Brûlé, Stéphane Gatignon et Robert Lion,. Quatre dissidents de Champagne-Ardenne créent également un groupe autonome.
Après les régionales de 2015, le parti n'a plus qu'un élu : Jean-Vincent Placé, en Île-de-France.
Avec l'arrivée d'Emmanuelle Cosse le 10 juillet 2016, le parti a un second élu qui est aussi en Île-de-France.

## Organisation
Le secrétariat national est ainsi constitué :
- Président : François de Rugy
- Vice-présidents délégués :
  - Chargée du développement du mouvement : Marie-Pierre Bresson (adjointe à la maire de Lille)
  - Chargé de la coordination politique et des élections : Jean-Vincent Placé
- Vice-présidents :
  - Porte-parole : Stéphane Gatignon et Véronique Massonneau
  - À la protection sociale et à la santé : Aline Archimbaud
  - À l'économie et aux entreprises : François-Michel Lambert
- Membre associé, animateur du réseau : Christophe Cavard
- Secrétaire général : Guillaume Vuilletet (ancien président du groupe UDE au conseil régional d'Île-de-France)
- Secrétaire général adjoint à l'organisation : Gilles Sohm
- Trésorière : Raphaëlle N'Daw
- Secrétaire générale adjointe aux mobilisations citoyennes : Halima Menhoudj (adjointe au maire de Montreuil)
- Secrétaires nationaux : 
  - Structuration territoriale : Adriane Dubois-Decuzzi
  - Développement : Dominique Lévèque
  - Élections : Laure Lechatellier (ancienne conseillère régionale)
  - Élus / communication interne : Éric Loiselet (jusqu'à son décès en octobre 2016)[26] (conseiller régional)
  - Relations avec forces syndicales et politiques / relations internationales : Christophe Rossignol
  - Formation : Michel Yvernat
  - Argumentaires, opinion, études électorales : Éric Fallourd
  - Réseaux sociaux / expression extérieure : Julie Nouvion (ancienne conseillère régionale)
  - Relations avec les médias : Thibault Leclerc
  - Projet : Léo Cohen
  - Études : Serge Guérin
  - Pôle « pour une écologie concrète » : Pauline Delpech (conseillère municipale), Saadicka Harchi et Andrée Buchmann (anciennes conseillères régionales)
  - Pôle « pour la transition écologique de l'économie » : Stéphanie Nguyen, Mounir Belhamiti (conseiller municipal et communautaire) et Rosandre Valleray (conseillère municipale)
  - Pôle « pour une mondialisation régulée et une société apaisée » : Janine Maurice Bellay (ancienne conseillère régionale), Ali Méziane (ancien conseiller régional) et Patricia Andriot (ancienne vice-présidente de région)

### Identité visuelle

Premier logotype.
Logotype actuel.